# Villiers-Herbisse
Villiers-Herbisse település Franciaországban, Aube megyében. Lakosainak száma 82 fő (2022. január 1.). Villiers-Herbisse Champfleury, Herbisse, Mailly-le-Camp, Salon, Semoine és Trouans községekkel határos.

## Népesség
A település népessége az elmúlt években az alábbi módon változott:
| Lakosok száma | 106  | 73   | 88   | 91   | 88   | 87   | 87   | 85   | 84   | 82   |
|               | 1968 | 1982 | 1990 | 2006 | 2013 | 2015 | 2017 | 2019 | 2020 | 2022 |